# 1126
| Calendário gregoriano                                                        | 1126 MCXXVI                                          |
| Ab urbe condita                                                              | 1879                                                 |
| Calendário arménio                                                           | 575 – 576                                            |
| Calendário bahá'í                                                            | -718 – -717                                          |
| Calendário budista                                                           | 1670                                                 |
| Calendário chinês                                                            | 3822 – 3823 Início a 27 de janeiro (aproximadamente) |
| Calendário copta                                                             | 842 – 843                                            |
| Calendário etíope                                                            | 1118 – 1119                                          |
| Calendários hindus - Vikram Samvat - Calendário nacional indiano - Cáli Iuga | 1181 – 1182 1047 – 1048 4226 – 4227                  |
| Calendário Holoceno                                                          | 11126                                                |
| Calendário islâmico                                                          | 520 – 521                                            |
| Calendário judaico                                                           | 4886 – 4887                                          |
| Calendário persa                                                             | 504 – 505                                            |
| Calendário rúnico                                                            | 1376                                                 |
| Calendário solar tailandês                                                   | 1669                                                 |

1126 (MCXXVI, na numeração romana) foi um ano comum do século XII do Calendário Juliano, da Era de Cristo, a sua letra dominical foi C (52 semanas), teve início a uma sexta-feira e terminou também a uma sexta-feira.
No território que viria a ser o reino de Portugal estava em vigor a Era de César que já contava 1164 anos.
| Ano completo                       |
| ---------------------------------- |
| Ano comum com início à sexta-feira |

## Eventos
- Afonso VII de Castela torna-se Imperador de Castela e Leão, pela morte da sua mãe D. Urraca

## Nascimentos
- Averróis, filósofo e físico árabe.
- Sidi Boumediene, santo patrono de Tremecém.

## Mortes
- 10 de Fevereiro - Guilherme IX da Aquitânia, duque e poeta medieval (n.1071).
- Urraca, rainha de Leão e Castela.
- Edgar Atheling, rei de Inglaterra em 1066 (data provável).
- 3 de Outubro - São Francisco de Assis, santo da Igreja Católica

- 13 de Dezembro - Henrique IX, duque da Baviera, faleceu na cidade de Ravensburg. Nasceu em 1075.